# پرچم دولتی

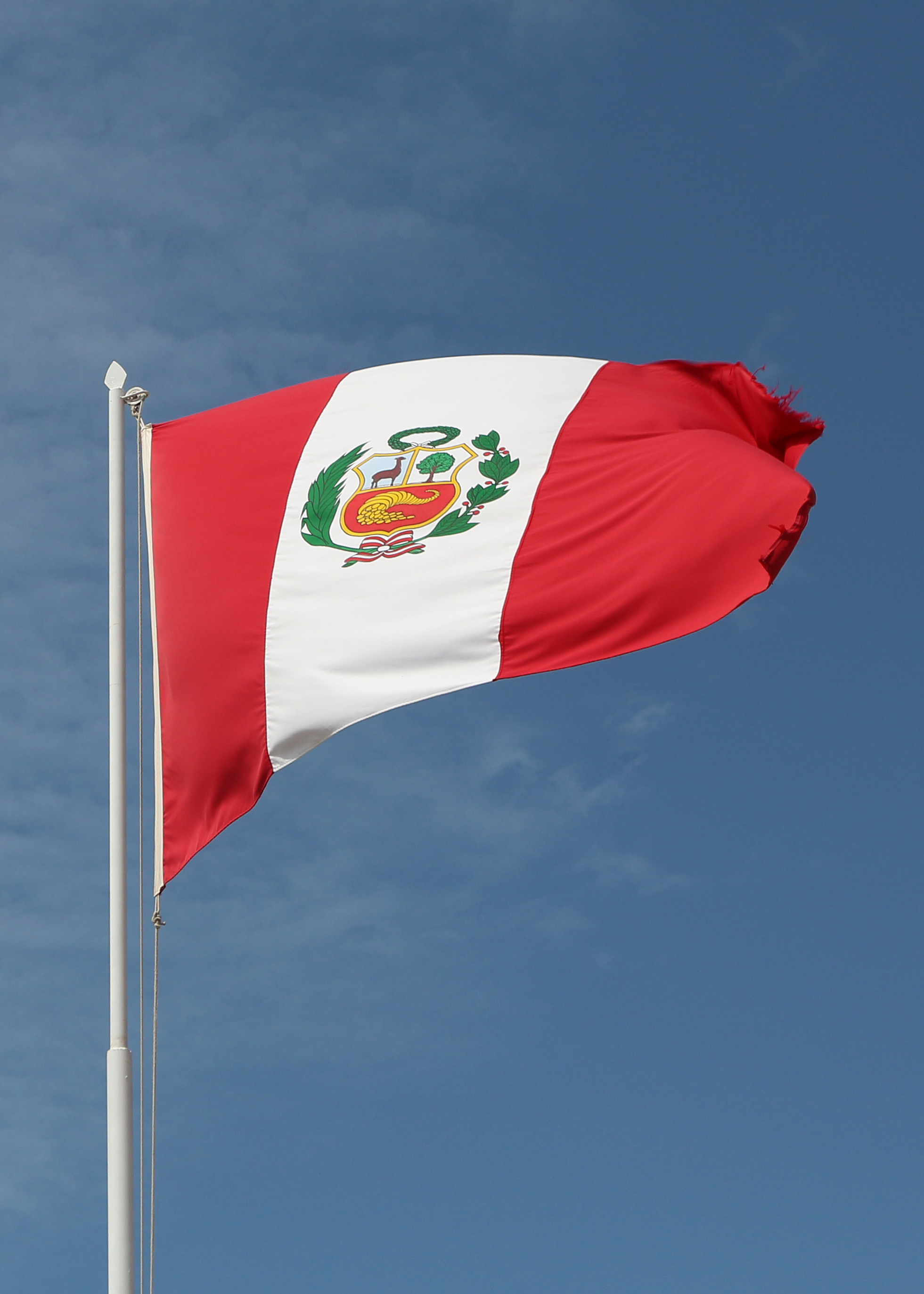
پرچم دولتی پرو

پرچم دولتی گونه‌ای از پرچم ملی است که معمولاً توسط دولت یا سازمان‌های آن استفاده می‌گردد. در بسیاری از کشورها پرچم دولتی و پرچم شهروندی (که توسط عموم مردم افراشته می‌شود) یکسان هستند اما در برخی کشورهای دیگر پرچم دولتی متفاوت بوده و دارای نشان کشوری یا نشانی دیگر است.
پرچم‌های دولتی معمولاً طراحی و نشان‌های پیچیده‌تری از پرچم‌های شهروندی (در صورت تفاوت) دارند و ساختار آن‌ها معمولاً برای شهروندان عادی دشوار بوده است و یا نشان‌ها به صورت دقیق ایجاد نمی‌شده‌اند. از همین‌رو شهروندان می‌توانستند از پرچم‌های شهروندی استفاده کنند که طراحی ساده‌تری دارند و ساختار آسان‌تر است.

## نمونه‌های پرچم‌های ملی با نسخه‌های جداگانه دولتی و شهروندی

پرچم شهروندی اختیاری آندورا
پرچم دولتی و شهروندی آندورا
پرچم شهروندی اختیاری آرژانتین
پرچم دولتی و شهروندی آرژانتین
پرچم شهروندی اتریش
پرچم دولتی اتریش
پرچم شهروندی دفاکتو بلژیک (نسبت 2:3)
پرچم رسمی دولتی و شهروندی بلژیک (نسبت 13:15)
پرچم شهروندی بولیوی
پرچم دولتی بولیوی
پرچم مدنی کاستاریکا
پرچم دولتی کاستاریکا
پرچم شهروندی کرواسی (نسبت 2:3)
پرچم دولتی کرواسی (نسبت 1:2)
پرچم شهروندی دانمارک
پرچم دولتی دانمارک
پرچم شهروندی اکوادور
پرچم دولتی اکوادور (برای استفاده شهروندی ممنوع نیست)
پرچم شهروندی السالوادور
پرچم دولتی السالوادور
پرچم جایگزین دولتی السالوادور
پرچم شهروندی فنلاند
پرچم دولتی فنلاند
پرچم دولتی، شهروندی و جایگزین آلمان
پرچم دولتی آلمان
پرچم شهروندی گواتمالا
پرچم دولتی گواتمالا
پرچم شهروندی هایتی
پرچم دولتی هایتی
پرچم دولتی و شهروندی مجارستان (نسبت 1:2)
پرچم شهروندی جایگزین مجارستان (نسبت 2:3)
پرچم دولتی اختیاری مجارستان
پرچم شهروندی ایسلند
پرچم دولتی ایسلند
پرچم دولتی و شهروندی لیتوانی
پرچم دولتی تاریخی کشور لیتوانی
پرچم شهروندی موناکو
پرچم دولتی موناکو
پرچم شهروندی نروژ
پرچم دولتی نروژ
پرچم شهروندی پرو
پرچم دولتی پرو
پرچم دولتی و شهروندی لهستان
پرچم انتخابی دولتی و مدنی لهستان
پرچم شهروندی سان مارینو
پرچم دولتی سان مارینو
پرچم شهروندی صربستان
پرچم دولتی صربستان
پرچم شهروندی اختیاری اسپانیا
پرچم دولتی و شهروندی اسپانیا
پرچم دولتی و شهروندی تووالو
پرچم جایگزین دولتی تووالو
پرچم شهروندی و دولتی اروگوئه
پرچم جایگزین دولتی اروگوئه (پرچم آرتیگاس)
پرچم جایگزین دولتی اروگوئه (پرچم Treinta y Tres)
پرچم شهروندی ونزوئلا
پرچم دولتی ونزوئلا

## در ایران
در ایران پیش از انقلاب سال ۵۷، سه پرچم دولتی ، پرچم شهروندی (که پرچم ملی خوانده می‌شد) و پرچم نظامی وجود داشت. پس از انقلاب به صورت رسمی از یک پرچم استفاده می‌شود.

۴:۷ پرچم ایران با نشان شیر و خورشید

۴:۷ پرچم شهروندی ایران (بدون نشان شیر و خورشید)

۴:۷ پرچم نظامی ایران پیش از انقلاب ۵۷